# Predappio-Roma 1929
La Predappio-Roma 1929, conosciuta anche come Coppa del Duce 1929, seconda edizione della corsa, si svolse il 21 luglio 1929 su un percorso di 376 km. La vittoria fu appannaggio dell'italiano Alfredo Binda, che completò il percorso in 15h04'00", precedendo i connazionali Domenico Piemontesi e Antonio Negrini.
I corridori che tagliarono il traguardo di Roma furono 22.

## Ordine d'arrivo (Top 10)
| Pos. | Corridore           | Squadra | Tempo     |
| ---- | ------------------- | ------- | --------- |
| 1    | Alfredo Binda       | Legnano | 15h04'00" |
| 2    | Domenico Piemontesi | Bianchi | s.t.      |
| 3    | Antonio Negrini     | Maino   | s.t.      |
| 4    | Leonida Frascarelli | Ideor   | s.t.      |
| 5    | Pietro Fossati      | Maino   | s.t.      |
| 6    | Luigi Giacobbe      | Maino   | s.t.      |
| 7    | Pietro Mori         | -       | a 1'30"   |
| 8    | Felice Gremo        | Ideor   | s.t.      |
| 9    | Melandro Parati     | -       | a 2'10"   |
| 10   | Angelo Giannini     | -       | a 3'00"   |